# みんなの鉄道
『みんなの鉄道』（みんなのてつどう）は、フジテレビジョンが2004年から2008年までの4年間制作し、フジテレビ739、フジテレビCSHDにて放送された鉄道情報番組である。
本項では、2009年から放送を開始した、当番組の続編である『新・みんなの鉄道』についても併せて説明する。

## みんなの鉄道

### 概要
2004年4月12日に放送を開始、2008年9月12日に9月4日放送分の再放送を行い、これをもってレギュラー放送を終了した。全85回。
従来の鉄道番組は、沿線の観光地など旅情を楽しむものがほとんどだったが、『みんなの鉄道』では、キャッチコピーで「日本で唯一の本格的鉄道番組」と銘打ち、固定カメラによる正面・側面の風景のほか、運転席のオンボード映像（一部社・路線を除く）、車両基地での点検、始発や終発での乗務員点呼、保線の様子など、鉄道路線そのものにスポットライトを当てている。
レギュラー放送が終了後も再放送や番組継続を求める声が相次いだことから、2009年11月より『みんなの鉄道リターンズ』と題して、第1回放送分よりフジテレビONE・TWOにて毎月4回分ずつ再放送を行なっていた（編成の関係で多少変更される場合がある）。2013年現在、フジテレビONEで主に水曜を除く平日7時を中心に再放送されることが多い。番組のタイトルそのものの差し替え変更や番組内容の変更はない。ただしハイビジョン（HD）対応になり、旧スカパー!HDでは画面サイズが16:9のハイビジョン放送に、旧スカパー!e2では当初画面サイズが16:9のSD放送だったものの、2012年10月から過去の放送分を含めてすべてハイビジョン放送になったことから、CSチューナーがハイビジョン対応であれば初回放送時より向上した画質で映像を楽しむことができる。
また2011年4月から2012年10月8日まではフジテレビNEXTですべての回ではないものの放送されていた（2012年10月時点で月曜10時00分 - 11時00分）。2011年10月3日からはBSスカパー!でも不定期的にフジテレビNEXTと同じ形態で放送（HD放送）されていたが、2012年10月24日より隔週水曜7時00分 - 8時00分に4路線が初回放送され、スカチャン5でもサイマル放送が始まった。ただしフジテレビとは異なり、放送回数と順序は一定していなかった。
2013年は半年以上放送がなかったが、9月9日17時00分に久しぶりに無料放送された。ただし、今回は初めてフジテレビONEでの放送回と一致している。

### 放送チャンネル
番組終了時点で放送されていたチャンネル
- フジテレビONEスポーツ・バラエティー（2006年4月から。なお、新作の放送開始は同年6月から）
- フジテレビNEXTライブ・プレミアム（2008年4月から。新作の放送ならびに再放送扱いで過去の回からランダムに放送。フジテレビ739とのサイマル放送もあった）
- フジテレビTWOドラマ・アニメ

### 放送時間（放送終了時点）
- フジテレビ739　木曜24時00分 - 25時00分（金曜0時00分 - 1時00分）　他

### 放送路線
路線が廃止された回の中で、使用許諾が取れないなどの理由から再放送から除外されている場合がある。また、フジテレビONE・TWOの再放送では第47回の岩泉線が除外されているが、2012年10月14日放送の「みんなの鉄道の日SP〜もう一度見たい路線ベスト10!〜未放送VTR初公開!」では「もう一度見たい路線」の上位10位（視聴者投票のランキングで第1位）に含まれていたため再放送されたほか、岩泉線の廃止が決まった後の2014年1月9日にも再放送された。また、BSスカパー!でも一部回を宣伝目的で無料の再放送されていた。
| 放送回数 | 路線名                         | 鉄道会社名           | 放送区間                                  | 紹介車両                                                                 | 初回放送日     | 備考                                                                               |
| -------- | ------------------------------ | -------------------- | ----------------------------------------- | ------------------------------------------------------------------------ | -------------- | ---------------------------------------------------------------------------------- |
| 1        | 宗谷本線                       | JR北海道             |                                           |                                                                          | 2004年4月12日  |                                                                                    |
| 2        | 釧網本線                       | JR北海道             | 網走 - 釧路                               | 快速しれとこ キハ54 流氷ノロッコ号 SL冬の湿原号 C11 207 快速お座敷摩周号 | 2004年4月26日  |                                                                                    |
| 3        | 江ノ島電鉄線                   | 江ノ島電鉄           |                                           |                                                                          | 2004年5月17日  |                                                                                    |
| 4        | 日立電鉄線                     | 日立電鉄             |                                           |                                                                          | 2004年5月31日  | 放送後廃止（2005年3月31日）。                                                      |
| 5        | 九州新幹線                     | JR九州               | 新八代 - 鹿児島中央                       | 800系 つばめ                                                             | 2004年6月14日  |                                                                                    |
| 6        | 高森線                         | 南阿蘇鉄道           |                                           |                                                                          | 2004年6月28日  |                                                                                    |
| 7        | 磐越西線                       | JR東日本             | 新潟 - 新津 - 会津若松                    | SLばんえつ物語号                                                         | 2004年7月12日  |                                                                                    |
| 8        | 伊豆急行線                     | 伊豆急行             |                                           |                                                                          | 2004年7月26日  |                                                                                    |
| 9        | 琴平線                         | 高松琴平電気鉄道     |                                           |                                                                          | 2004年8月23日  |                                                                                    |
| 10       | 予讃線                         | JR四国               |                                           |                                                                          | 2004年9月6日   |                                                                                    |
| 11       | 本線                           | 大井川鐵道           |                                           |                                                                          | 2004年10月11日 |                                                                                    |
| 12       | 井川線                         | 大井川鐵道           |                                           |                                                                          | 2004年10月25日 |                                                                                    |
| 13       | 北陸本線                       | JR西日本             |                                           |                                                                          | 2004年11月8日  |                                                                                    |
| 14       | 七尾線・能登線                 | のと鉄道             | 七尾 - 穴水 - 蛸島                        |                                                                          | 2004年11月22日 |                                                                                    |
| 15       | 鉄道線                         | 箱根登山鉄道         |                                           |                                                                          | 2004年12月6日  |                                                                                    |
| 16       | 大阪環状線                     | JR西日本             |                                           |                                                                          | 2005年1月10日  |                                                                                    |
| 17       | 真岡線                         | 真岡鐵道             |                                           |                                                                          | 2005年1月24日  |                                                                                    |
| 18       | 銚子電気鉄道線                 | 銚子電気鉄道         |                                           |                                                                          | 2005年2月7日   | 走行区間が短いためノーカットで放送。                                               |
| 19       | 弘南線                         | 弘南鉄道             |                                           |                                                                          | 2005年2月21日  |                                                                                    |
| 20       | 函館市電                       | 函館市交通局         | 湯の川 - 函館駅前 - 十字街 - 函館どつく前 |                                                                          | 2005年3月7日   | 「全駅Collection」に代わり、「広告車両Collection」を放送。                         |
| 21       | ふるさと銀河線                 | 北海道ちほく高原鉄道 |                                           |                                                                          | 2005年4月11日  |                                                                                    |
| 22       | 石北本線                       | JR北海道             |                                           |                                                                          | 2005年4月25日  |                                                                                    |
| 23       | 北松江線                       | 一畑電気鉄道         | 電鉄出雲市 - 松江しんじ湖温泉             |                                                                          | 2005年5月9日   |                                                                                    |
| 24       | 山口線                         | JR西日本             |                                           | SLやまぐち号 キハ47形                                                    | 2005年5月23日  |                                                                                    |
| 25       | くりはら田園鉄道線             | くりはら田園鉄道     |                                           |                                                                          | 2005年6月6日   |                                                                                    |
| 26       | 秋田内陸線                     | 秋田内陸縦貫鉄道     |                                           |                                                                          | 2005年6月20日  |                                                                                    |
| 27       | 飯田線                         | JR東海               |                                           |                                                                          | 2005年7月4日   |                                                                                    |
| 28       | 三岐線                         | 三岐鉄道             |                                           |                                                                          | 2005年7月18日  |                                                                                    |
| 29       | 本線                           | 富山地方鉄道         |                                           |                                                                          | 2005年8月1日   |                                                                                    |
| 30       | 本線                           | 黒部峡谷鉄道         |                                           |                                                                          | 2005年8月29日  |                                                                                    |
| 31       | 豊肥本線                       | JR九州               |                                           |                                                                          | 2005年10月17日 |                                                                                    |
| 32       | 福武線                         | 福井鉄道             |                                           |                                                                          | 2005年10月31日 |                                                                                    |
| 33       | 島原鉄道線                     | 島原鉄道             |                                           |                                                                          | 2005年11月14日 |                                                                                    |
| 34       | 山陰本線                       | JR西日本             | 京都 - 香住                               |                                                                          | 2005年11月28日 |                                                                                    |
| 35       | 山陰本線                       | JR西日本             | 香住 - 幡生                               | 出雲                                                                     | 2005年12月9日  |                                                                                    |
| 36       | 神岡線                         | 神岡鉄道             |                                           |                                                                          | 2006年1月6日   |                                                                                    |
| 37       | 鹿島鉄道線                     | 鹿島鉄道             |                                           |                                                                          | 2006年1月23日  |                                                                                    |
| 38       | 上毛線                         | 上毛電気鉄道         |                                           |                                                                          | 2006年2月6日   |                                                                                    |
| 39       | 富山港線                       | JR西日本             |                                           |                                                                          | 2006年2月20日  |                                                                                    |
| 40       | 石山坂本線                     | 京阪電気鉄道         |                                           |                                                                          | 2006年3月6日   |                                                                                    |
| 41       | 山手線                         | JR東日本             |                                           |                                                                          | 2006年6月15日  |                                                                                    |
| 42       | 湘南新宿ライン                 | JR東日本             | 逗子 - 宇都宮                             |                                                                          | 2006年6月29日  |                                                                                    |
| 43       | 五能線                         | JR東日本             |                                           |                                                                          | 2006年7月13日  |                                                                                    |
| 44       | 富良野線                       | JR北海道             |                                           |                                                                          | 2006年8月10日  |                                                                                    |
| 45       | 内房線                         | JR東日本             |                                           |                                                                          | 2006年8月24日  | 千葉 - 蘇我、安房鴨川は、外房線の駅でもある。                                      |
| 46       | 中央東線                       | JR東日本             |                                           |                                                                          | 2006年9月7日   |                                                                                    |
| 47       | 岩泉線                         | JR東日本             |                                           |                                                                          | 2006年9月21日  | 2012年に放送された「鉄道の日スペシャル」でもう1度見たい路線ランキングで1位を獲得。 |
| 48       | 秩父本線                       | 秩父鉄道             |                                           |                                                                          | 2006年10月5日  |                                                                                    |
| 49       | 山陽新幹線                     | JR西日本             | 新大阪 - 岡山                             |                                                                          | 2006年10月19日 |                                                                                    |
| 50       | 山陽新幹線                     | JR西日本             | 岡山 - 博多 - 博多南                      |                                                                          | 2006年11月2日  |                                                                                    |
| 51       | 智頭線                         | 智頭急行             |                                           |                                                                          | 2006年11月16日 |                                                                                    |
| 52       | 宮津線                         | 北近畿タンゴ鉄道     |                                           |                                                                          | 2006年11月23日 |                                                                                    |
| 53       | 東横線                         | 東京急行電鉄         |                                           |                                                                          | 2006年12月14日 |                                                                                    |
| 54       | 本線                           | 京浜急行電鉄         |                                           |                                                                          | 2007年1月18日  |                                                                                    |
| 55       | 高野線                         | 南海電気鉄道         |                                           |                                                                          | 2007年2月1日   |                                                                                    |
| 56       | 神戸本線                       | 阪急電鉄             |                                           |                                                                          | 2007年2月15日  | 番組初、車両を借り切っての撮影。                                                   |
| 57       | つくばエクスプレス線           | 首都圏新都市鉄道     |                                           |                                                                          | 2007年3月1日   |                                                                                    |
| 58       | 本線                           | 京成電鉄             |                                           | スカイライナー AE100形                                                   | 2007年3月15日  | 成田スカイアクセス線（2010年7月17日開業）開業前の撮影。                            |
| 59       | 札幌市電                       | 札幌市交通局         |                                           |                                                                          | 2007年4月19日  | 「全駅Collection」に代わり、「ラッピング車両Collection」を放送。                   |
| 60       | ゆいレール                     | 沖縄都市モノレール   |                                           |                                                                          | 2007年5月3日   | 放送当時の区間『那覇空港駅 - 首里駅』。2019年10月1日に、てだこ浦西駅まで延伸開業。 |
| 61       | 西九州線                       | 松浦鉄道             |                                           |                                                                          | 2007年5月17日  |                                                                                    |
| 62       | 根室本線                       | JR北海道             | 滝川 - 帯広                               |                                                                          | 2007年5月31日  | 富良野 - 新得間は、放送後の2024年4月1日に廃止。                                    |
| 63       | 根室本線                       | JR北海道             | 帯広 - 根室                               |                                                                          | 2007年6月14日  |                                                                                    |
| 64       | 指宿枕崎線                     | JR九州               |                                           |                                                                          | 2007年6月28日  |                                                                                    |
| 65       | 小海線                         | JR東日本             |                                           |                                                                          | 2007年7月12日  |                                                                                    |
| 66       | 吾妻線                         | JR東日本             |                                           |                                                                          | 2007年7月26日  |                                                                                    |
| 67       | 明知線                         | 明知鉄道             |                                           |                                                                          | 2007年8月23日  |                                                                                    |
| 68       | 荒川線                         | 東京都交通局         |                                           |                                                                          | 2007年9月6日   | 車両を借り切っての撮影。                                                           |
| 69       | 予土線                         | JR四国               |                                           |                                                                          | 2007年10月11日 |                                                                                    |
| 70       | 阿佐線                         | 土佐くろしお鉄道     |                                           |                                                                          | 2007年10月25日 |                                                                                    |
| 71       | 肥薩線                         | JR九州               |                                           |                                                                          | 2007年12月6日  |                                                                                    |
| 72       | 呉線                           | JR西日本             |                                           |                                                                          | 2008年1月10日  |                                                                                    |
| 73       | 嵯峨野観光線                   | 嵯峨野観光鉄道       |                                           |                                                                          | 2008年1月25日  |                                                                                    |
| 74       | 鞍馬線                         | 叡山電鉄             |                                           |                                                                          | 2008年2月7日   |                                                                                    |
| 75       | 木次線                         | JR西日本             |                                           |                                                                          | 2008年2月21日  |                                                                                    |
| 76       | 難波線・大阪線・名古屋線       | 近畿日本鉄道         | 大阪難波 - 近鉄名古屋                     | アーバンライナー                                                         | 2008年4月10日  |                                                                                    |
| 77       | 名古屋本線                     | 名古屋鉄道           |                                           | パノラマスーパー 1000・1200系                                            | 2008年4月24日  | 前面カメラは豊橋方面に設置。                                                       |
| 78       | 菊池線                         | 熊本電気鉄道         |                                           |                                                                          | 2008年5月8日   |                                                                                    |
| 79       | 長崎本線                       | JR九州               |                                           |                                                                          | 2008年5月22日  |                                                                                    |
| 80       | 湖西線                         | JR西日本             |                                           |                                                                          | 2008年6月5日   |                                                                                    |
| 81       | 伯備線                         | JR西日本             |                                           |                                                                          | 2008年6月19日  |                                                                                    |
| 82       | 長野線                         | 長野電鉄             |                                           |                                                                          | 2008年7月3日   |                                                                                    |
| 83       | 大糸線                         | JR東日本 JR西日本    |                                           |                                                                          | 2008年7月17日  | ナレーターの堺が同乗。                                                             |
| 84       | 国土交通省立山砂防工事専用軌道 |                      |                                           |                                                                          | 2008年8月21日  | 通常、旅客営業を行わない路線。 ナレーターの堺が同乗。                              |
| 85       | 小田原線                       | 小田急電鉄           |                                           |                                                                          | 2008年9月4日   | テレ朝チャンネル2で再放送されている。                                              |

### SP放送
通常の回は路線の魅力を伝えるというコンセプトで放送しているが、SPは路線ではなく車両そのものにスポットライトを当てている。
| 放送回数 | タイトル                      | 鉄道会社名 | 紹介車両 | 初回放送日    | 備考                              |
| -------- | ----------------------------- | ---------- | -------- | ------------- | --------------------------------- |
| SP1      | 新幹線レイルスター700系解体SP | JR西日本   |          | 2005年4月10日 | 700系電車の全般検査の様子を紹介。 |
| SP2      | 最新新幹線N-700徹底解剖       | JR東海     |          | 2007年6月17日 | N700系電車の車輌製造過程を紹介。  |

### DVD（DVDBOOK）
2006年9月20日にDVDが発売された。特典として「鉄道記念スタンプ」を封入（各4,515円）。
発売されているタイトル
- 新幹線解体新書
- 大井川鐵道
- 江ノ電&箱根登山鉄道
- 豊肥本線

また、2010年9月17日には6枚組（本編5枚+特典ディスク1枚）のDVD-BOX「みんなの鉄道1号」が発売された（本編ディスクは単品での購入も可能）。
- Vol.1 山陽新幹線
- Vol.2 山口線
- Vol.3 大糸線
- Vol.4 長崎本線
- Vol.5 中央東線
- 特典ディスク　トワイライトエクスプレス密着リポート

メディアックスよりみんなの鉄道DVDBOOKが発売されている。特別付録のDVDは基本的に2枚組で、disc1にはCS放送分を、disc2には未放送分を収録。
- Vol.1 寝台特急 日本海（2013年7月19日発売）
- Vol.2 SLスペシャル 真岡鐵道（2013年9月19日発売）
- Vol.3 東京急行電鉄（2013年10月28日発売）
- Vol.4 ななつ星in九州（2014年1月28日発売）
- Vol.5 新幹線スペシャル（2014年2月19日発売）
- Vol.6 廃線スペシャル（2014年3月27日発売）
- Vol.7 寝台特急あけぼの（2014年5月22日発売）
- Vol.8 路面電車スペシャル（2014年8月27日発売）
- Vol.9 地方鉄道スペシャル（2014年9月29日発売）
- Vol.10 北斗星（2015年3月28日発売）
- Vol.11 新幹線スペシャル2015（2015年4月28日発売）
- Vol.12 京成電鉄（2015年5月28日発売）
- Vol.13 絶景路線スペシャル（2015年8月27日発売）
- Vol.14 寝台特急スペシャル（2015年10月26日発売）
- Vol.15 寝台特急カシオペア（2015年11月27日発売）
- Vol.16 貨物列車スペシャル（2015年12月21日発売）
- Vol.17 東海道本線（2016年2月27日発売）
- Vol.18 山手線（2016年10月27日発売）
- Vol.19 大阪環状線（2017年1月27日発売）
- Vol.20 湘南新宿ライン（2017年2月27日発売）
- Vol.21 JR北海道スペシャル（2017年5月27日発売）
- Vol.22 国鉄型特急スペシャル（2017年7月27日発売）
- Vol.23 観光列車スペシャル（2017年8月29日発売）
- Vol.24 JR九州スペシャル（2017年10月28日発売）
- Vol.25 SLやまぐち号（2017年12月14日発売）
- Vol.26 東海道本線 東京〜熱海編（2018年1月27日発売）
- Vol.27 113系・115系（2018年3月28日発売）
- Vol.28 懐かしの新幹線（2018年4月26日発売）
- Vol.29 懐かしの路線（2018年5月28日発売）
- Vol.30 気動車スペシャル〜JR東日本編〜（2018年6月28日発売）
- Vol.31 山陰本線（2018年7月30日発売）
- Vol.32 千葉県の鉄道（2018年8月29日発売）
- Vol.33 北陸本線（2018年9月27日発売）
- Vol.34 京浜急行電鉄の120年（2018年12月28日発売）
- Vol.35 JR四国スペシャル（2019年1月28日発売）
- Vol.36 平成を駆けた列車たち〜私鉄編〜（2019年2月27日発売）
- Vol.37 平成を駆けた列車たち〜JR編〜（2019年3月28日発売）
- Vol.38 甦る東急電鉄の車両（2019年4月30日発売）
- Vol.39 中央東線（2019年5月27日発売）
- Vol.40 小田急電鉄（2019年6月27日発売）
- Vol.41 寝台特急トワイライトエクスプレス（2019年8月26日発売）
- Vol.42 SLばんえつ物語（2019年9月26日発売）
- Vol.43 名古屋鉄道（2019年10月28日発売）
- Vol.44 さらば夕張支線（2019年12月23日発売）
- Vol.45 近鉄特急（2020年2月21日発売）
- Vol.46 南海電気鉄道（2020年6月9日発売）
- Vol.47 381系（2020年6月27日発売）
- Vol.48 中小私鉄・第三セクター鉄道DX（2020年7月28日発売）
- Vol.49 キハ40系（2020年8月27日発売）

### 音楽
BGMは、鉄道ファンを公言する岸田繁率いるくるりの楽曲が使われている。なお、2009年7月以降は、かつてハウス食品や大鵬薬品工業のCMで使用された楽曲も流れている。
オープニング
- ロックンロール

次回予告および番組宣伝CMでも使用。
エンディング
- ハイウェイ

この他にも車両紹介や駅紹介時のBGMとして、「ばらの花」、「赤い電車」、「ワールズエンド・スーパーノヴァ」など、くるりの楽曲が多数使用された。

### オープニング
CGによるオープニング映像とともに、上述のくるりの「ロックンロール」に乗せて、堺正幸による「前方、よし。後方、よし。列車情報、よし。鉄道ロマン、よし。日本で唯一の本格的鉄道番組、みんなの鉄道。出発進行!」の口上が流れる。これは『新』でも踏襲されている（ただしタイトルが異なる）。

## 新・みんなの鉄道

### 概要
2009年4月8日より放送が開始された。番組構成や内容は基本的に前番組である『みんなの鉄道』を踏襲している。『みんなの鉄道』第3シリーズで事実上打ち切られた「全駅Collection」が復活している。2015年以降、レギュラー版は事実上不定期化している。

### 放送チャンネル
- フジテレビONE

放送サイクルは『みんなの鉄道』時代は2週サイクルだったが、当番組は当初1か月サイクルで、2010年からは事実上1か月から3か月サイクルで放送していたが、2015年からは番組編成の都合でスペシャル（不定期）または年1回（10月14日の鉄道の日か、その前後の日）の放送となった。なお、2016年11月の「若桜鉄道若桜線」の放送が、1年11か月ぶりのレギュラーバージョンとなる。
2009年4月1日より、スカパー!e2においてフジテレビONE・TWOの全番組が16:9フルサイズのSD放送（チャンネル自体はハイビジョン制作）となったことに伴い、当番組は当初16:9のSD放送にて放送されていた。その後、2012年9月28日のスカパー!（旧スカパー!e2）におけるフジテレビONE・TWOのハイビジョン放送開始に伴い、2012年10月放送分から過去の放送分を含めてハイビジョン放送となった。2009年5月1日より旧スカパー!HDでの放送が開始されたため、フジテレビONEでは現・スカパー!に先立ち、ハイビジョン放送となっている。

### 放送時間
- 初回放送（2012年3月時点）：日曜 24時00分 - 25時00分

次回まではリピート放送となっているが、2013年現在、主に水曜7時に再放送されることが多い。

### 放送路線
放送区間に表記のないものは全区間を放送。
| 放送回数 | 路線名                                                                                 | 鉄道会社名                                                                             | 放送区間                                                                               | 紹介車両                                                                               | 初回放送日                                                                             | 備考 |
| -------- | -------------------------------------------------------------------------------------- | -------------------------------------------------------------------------------------- | -------------------------------------------------------------------------------------- | -------------------------------------------------------------------------------------- | -------------------------------------------------------------------------------------- | --- |
| 1        | しなの鉄道線                                                                           | しなの鉄道                                                                             |                                                                                        |                                                                                        | 2009年4月8日                                                                           | 信越本線第3セクター移行区間。 |
| 2        | 別所線                                                                                 | 上田電鉄                                                                               |                                                                                        |                                                                                        | 2009年5月6日                                                                           | |
| 3        | 津軽鉄道線                                                                             | 津軽鉄道                                                                               |                                                                                        |                                                                                        | 2009年6月3日                                                                           | |
| 4        | 十和田観光電鉄線                                                                       | 十和田観光電鉄                                                                         |                                                                                        |                                                                                        | 2009年7月1日                                                                           | 番組後半に南部縦貫鉄道の「レールバス」イベント運行の模様などを放送した。 放送後廃止（2012年3月31日）。                                                                                        |
| 5        | 紀勢本線                                                                               | JR東海                                                                                 | 亀山 - 新宮                                                                            |                                                                                        | 2009年8月5日                                                                           | |
| 6        | 紀勢本線                                                                               | JR西日本                                                                               | 新宮 - 和歌山市                                                                        |                                                                                        | 2009年9月2日                                                                           | |
| 7        | 東海道本線                                                                             | JR東日本                                                                               | 東京 - 熱海                                                                            |                                                                                        | 2009年10月7日                                                                          | JR東日本区間 |
| 8        | 東海道本線                                                                             | JR東海                                                                                 | 熱海 - 豊橋                                                                            |                                                                                        | 2009年11月4日                                                                          | 静岡地区 |
| 9        | 東海道本線                                                                             | JR東海                                                                                 | 豊橋 - 米原                                                                            |                                                                                        | 2009年12月9日                                                                          | 名古屋地区本線 |
| 10       | 東海道本線                                                                             | JR西日本                                                                               | 米原 - 神戸                                                                            |                                                                                        | 2010年1月13日                                                                          | 琵琶湖線・JR京都線・JR神戸線 |
| 11       | 貴志川線                                                                               | 和歌山電鐵                                                                             |                                                                                        | 2270系 たま電車                                                                        | 2010年2月10日                                                                          | |
| 12       | 境線                                                                                   | JR西日本                                                                               | 米子駅 - 境港駅                                                                        | キハ40系 鬼太郎列車                                                                    | 2010年4月24日                                                                          | |
| 13       | 奥羽本線                                                                               | JR東日本                                                                               | 福島 - 新庄                                                                            | 山形新幹線 E3系 つばさ                                                                 | 2010年6月12日                                                                          | |
| 14       | 奥羽本線                                                                               | JR東日本                                                                               | 新庄 - 秋田                                                                            | 701系                                                                                  | 2010年8月7日                                                                           | 2025年4月25日から新庄 - 院内間は気動車による運行。 |
| 15       | 奥羽本線                                                                               | JR東日本                                                                               | 秋田 - 青森                                                                            | 485系 かもしか                                                                         | 2010年10月2日                                                                          | 放送後「かもしか」廃止（2010年12月3日）。 |
| 16       | 小湊鐡道線                                                                             | 小湊鉄道                                                                               |                                                                                        | キハ200形                                                                              | 2010年12月8日                                                                          | |
| 17       | 門司港レトロ観光線                                                                     | 平成筑豊鉄道                                                                           |                                                                                        | DB10形機関車 トラ70000形客車 潮風号                                                    | 2011年2月2日                                                                           | 往復走行。 |
| 18       | 越美北線                                                                               | JR西日本                                                                               |                                                                                        | キハ120形                                                                              | 2011年4月24日                                                                          | |
| 19       | 近江鉄道本線                                                                           | 近江鉄道                                                                               |                                                                                        |                                                                                        | 2011年7月24日                                                                          | |
| 20       | 阪堺線                                                                                 | 阪堺電気軌道                                                                           |                                                                                        |                                                                                        | 2011年10月14日                                                                         | |
| 21       | 北勢線                                                                                 | 三岐鉄道                                                                               |                                                                                        |                                                                                        | 2012年1月23日                                                                          | |
| 22       | 大鰐線                                                                                 | 弘南鉄道                                                                               |                                                                                        |                                                                                        | 2012年3月5日                                                                           | |
| 23       | スペシャルとして放送。詳細は下記「SP放送」に記述。                                     | スペシャルとして放送。詳細は下記「SP放送」に記述。                                     | スペシャルとして放送。詳細は下記「SP放送」に記述。                                     | スペシャルとして放送。詳細は下記「SP放送」に記述。                                     | スペシャルとして放送。詳細は下記「SP放送」に記述。                                     | スペシャルとして放送。詳細は下記「SP放送」に記述。 |
| 24       | 屋代線                                                                                 | 長野電鉄                                                                               |                                                                                        |                                                                                        | 2012年6月10日                                                                          | 放送前に廃止（2012年4月1日）。 |
| 25       | 鳥海山ろく線                                                                           | 由利高原鉄道                                                                           |                                                                                        |                                                                                        | 2012年8月3日                                                                           | |
| 26       | 三角線                                                                                 | JR九州                                                                                 |                                                                                        |                                                                                        | 2012年10月14日                                                                         | 初回放送分にはSP2【鉄道の日SP】のエンディングが流れた。 |
| 27       | 日南線                                                                                 | JR九州                                                                                 |                                                                                        |                                                                                        | 2012年12月9日                                                                          | |
| 28       | 勝山永平寺線                                                                           | えちぜん鉄道                                                                           |                                                                                        |                                                                                        | 2013年2月10日                                                                          | |
| 29       | 富士急行線                                                                             | 富士急行                                                                               |                                                                                        |                                                                                        | 2013年4月7日                                                                           | |
| 30       | いすみ線                                                                               | いすみ鉄道                                                                             |                                                                                        |                                                                                        | 2013年6月23日                                                                          | |
| 31       | 天竜浜名湖線                                                                           | 天竜浜名湖鉄道                                                                         |                                                                                        |                                                                                        | 2013年8月25日                                                                          | |
| 32       | スペシャルとして放送。詳細は下記「SP放送」に記述。                                     | スペシャルとして放送。詳細は下記「SP放送」に記述。                                     | スペシャルとして放送。詳細は下記「SP放送」に記述。                                     | スペシャルとして放送。詳細は下記「SP放送」に記述。                                     | スペシャルとして放送。詳細は下記「SP放送」に記述。                                     | スペシャルとして放送。詳細は下記「SP放送」に記述。 |
| 33       | 湊線                                                                                   | ひたちなか海浜鉄道                                                                     |                                                                                        |                                                                                        | 2013年12月1日                                                                          | |
| 34       | スペシャルとして放送。詳細は下記「SP放送」に記述。                                     | スペシャルとして放送。詳細は下記「SP放送」に記述。                                     | スペシャルとして放送。詳細は下記「SP放送」に記述。                                     | スペシャルとして放送。詳細は下記「SP放送」に記述。                                     | スペシャルとして放送。詳細は下記「SP放送」に記述。                                     | スペシャルとして放送。詳細は下記「SP放送」に記述。 |
| 35       | 江差線                                                                                 | JR北海道                                                                               |                                                                                        |                                                                                        | 2014年6月22日                                                                          | 江差 - 木古内間は放送前に廃止（2014年5月12日）、 残る木古内 - 五稜郭間は道南いさりび鉄道に移管（2016年3月26日・北海道新幹線開業による）。                                                     |
| 36       | フラワー長井線                                                                         | 山形鉄道                                                                               |                                                                                        |                                                                                        | 2014年8月24日                                                                          | |
| 37       | 肥薩おれんじ鉄道線                                                                     | 肥薩おれんじ鉄道                                                                       |                                                                                        |                                                                                        | 2014年10月26日                                                                         | 鹿児島本線第3セクター移行区間。 |
| 38       | 市電1系統                                                                              | 鹿児島市交通局                                                                         |                                                                                        |                                                                                        | 2014年12月21日                                                                         | |
| 39       | スペシャルとして放送。詳細は下記「SP放送」に記述。                                     | スペシャルとして放送。詳細は下記「SP放送」に記述。                                     | スペシャルとして放送。詳細は下記「SP放送」に記述。                                     | スペシャルとして放送。詳細は下記「SP放送」に記述。                                     | スペシャルとして放送。詳細は下記「SP放送」に記述。                                     | スペシャルとして放送。詳細は下記「SP放送」に記述。 |
| 40       | スペシャルとして放送。詳細は下記「SP放送」に記述。再放送では「カシオペア」のみとなる。 | スペシャルとして放送。詳細は下記「SP放送」に記述。再放送では「カシオペア」のみとなる。 | スペシャルとして放送。詳細は下記「SP放送」に記述。再放送では「カシオペア」のみとなる。 | スペシャルとして放送。詳細は下記「SP放送」に記述。再放送では「カシオペア」のみとなる。 | スペシャルとして放送。詳細は下記「SP放送」に記述。再放送では「カシオペア」のみとなる。 | スペシャルとして放送。詳細は下記「SP放送」に記述。再放送では「カシオペア」のみとなる。 |
| 41       | 留萌本線                                                                               | JR北海道                                                                               |                                                                                        |                                                                                        | 2016年10月14日                                                                         | ナレーターの堺が乗車。 放送後、留萌 - 増毛間は2016年12月4日に、石狩沼田 - 留萌間は2023年3月31日に、それそれ廃止。 SP14【鉄道の日SP】では石狩沼田 - 留萌間の最終運行日の模様も追加で放送した。 |
| 42       | 若桜線                                                                                 | 若桜鉄道                                                                               |                                                                                        |                                                                                        | 2016年11月17日                                                                         | |
| 43       | 氷見線                                                                                 | JR西日本                                                                               |                                                                                        |                                                                                        | 2017年3月31日                                                                          | |
| 44       | 山口線                                                                                 | JR西日本                                                                               | 新山口 - 津和野                                                                        | SLやまぐち号                                                                           | 2017年10月14日                                                                         | ナレーターの堺が乗車。 |
| 45       | 湯前線                                                                                 | くま川鉄道                                                                             |                                                                                        |                                                                                        | 2018年10月13日                                                                         | |
| 46       | 石勝線                                                                                 | JR北海道                                                                               | 新夕張 - 夕張                                                                          |                                                                                        | 2019年10月14日                                                                         | 放送前の2019年3月31日に廃止。 夕張駅で行われた「さよならイベント」の模様と夕張発最終列車の出発の模様も放送した。                                                                              |
| 47       | 札沼線                                                                                 | JR北海道                                                                               | 石狩当別 - 新十津川                                                                    |                                                                                        | 2020年10月13日                                                                         | 全区間ではなく、初の一部区間放送。 北海道医療大学 - 新十津川間は放送前の2020年5月7日に廃止。 新十津川駅での最終日のセレモニーの模様も放送した。                                               |
| 48       | 妙高はねうまライン 日本海ひすいライン                                                  | えちごトキめき鉄道                                                                     | 上越妙高 - 妙高高原 - 糸魚川                                                           | えちごトキめきリゾート雪月花                                                           | 2021年10月14日                                                                         | ナレーターの堺が乗車。 |
| 49       | 武利意森林鉄道                                                                         |                                                                                        | 丸瀬布森林公園いこいの森園内                                                           | SL「雨宮21号」                                                                         | 2022年10月14日                                                                         | |
| 50       | 函館本線                                                                               | JR北海道                                                                               | 長万部 - 小樽                                                                          |                                                                                        | 2023年10月14日                                                                         | |
| 51       | 函館本線                                                                               | JR北海道                                                                               | 函館 - 長万部                                                                          |                                                                                        | 2024年10月14日                                                                         | |

### SP放送
| 放送回数  | タイトル                                                       | 鉄道会社名        | 紹介車両                               | 初回放送日     | 備考 |
| --------- | -------------------------------------------------------------- | ----------------- | -------------------------------------- | -------------- | --- |
| SP1（23） | ブルートレイン｢寝台特急日本海｣ラストラン                       | JR東日本 JR西日本 | EF81形電気機関車・24系客車             | 2012年4月8日   | 2時間スペシャル。青森→大阪間1023.4km・約15時間全線走行 ナレーターの堺が同乗。放映前に廃止、ラストランセレモニーの模様も放送。 |
| SP2       | 【鉄道の日SP】〜もう一度見たい路線ベスト10! 〜未放送VTR初公開! |                   |                                        | 2012年10月14日 | 16時間にわたり放送され、DVDボックスに特典映像として収録されていた「トワイライトエクスプレス」が放送された。 |
| SP3（32） | 「ななつ星 in 九州」                                           | JR九州            | DF200-7000形ディーゼル機関車・77系客車 | 2013年11月11日 | 2時間スペシャル。 |
| SP4（34） | 寝台特急あけぼの定期運行ラストラン                             | JR東日本          |                                        | 2014年3月23日  | 2時間スペシャル。上野→青森間772km・約12時間半全線走行 ナレーターの堺が同乗。 |
| SP5（39） | 寝台特急北斗星                                                 | JR東日本          |                                        | 2015年2月22日  | 2時間スペシャル。上野→札幌間1214.7km・約16時間強全線走行 ナレーターの堺が同乗。 |
| SP6（40） | 寝台特急カシオペア                                             | JR東日本 JR北海道 |                                        | 2015年10月14日 | 8時間スペシャル。新作｢カシオペア｣（40）を含む寝台列車特集。 ナレーターの堺が同乗。「カシオペア」の車内放送も堺が担当していた。 |
| SP7       | 【鉄道の日SP】〜もう一度見たい廃線スペシャル〜                 |                   |                                        | 2016年10月14日 | 9時間スペシャル。新作｢JR北海道 留萌本線｣（41）を含む。 |
| SP8       | 【鉄道の日SP】SL特集!                                          |                   |                                        | 2017年10月14日 | 4時間スペシャル。新作｢SLやまぐち号｣（44）を含むSL特集。 |
| SP9       | 【鉄道の日直前SP】新作含め一挙5時間SP                          |                   |                                        | 2018年10月13日 | 5時間スペシャル。新作｢くま川鉄道 湯前線｣（45）を含む。 |
| SP10      | 【鉄道の日SP】新作含め一挙5時間SP                              |                   |                                        | 2019年10月14日 | 5時間スペシャル。新作｢JR北海道 石勝線夕張支線｣（46）を含む。 |
| SP11      | 【鉄道の日直前SP】一挙5時間 北海道廃線特集!                    |                   |                                        | 2020年10月13日 | 5時間スペシャル。新作｢JR北海道 札沼線｣（47）を含む北海道の廃止路線特集。 |
| SP12      | 【鉄道の日SP】観光列車特集!                                    |                   |                                        | 2021年10月14日 | 5時間スペシャル。新作｢えちごトキめき鉄道・観光列車『雪月花』｣（48）を含む観光列車特集。 |
| SP13      | 【鉄道の日SP】鉄道開業150年を記念した一挙放送!                 |                   |                                        | 2022年10月14日 | 4時間スペシャル。新作｢丸瀬布森林鉄道｣（49）を含む。 |
| SP14      | 【鉄道の日SP】一挙5時間 北海道の鉄道特集!                      |                   |                                        | 2023年10月14日 | 5時間スペシャル。新作｢JR北海道 函館本線（長万部 - 小樽）｣（50）を含む。 |
| SP15      | 【鉄道の日SP】鉄道の日!一挙放送                                |                   |                                        | 2024年10月14日 | 7時間スペシャル。新作｢JR北海道 函館本線（函館 - 長万部）｣（51）を含む。また、「JR北海道 根室本線（滝川 - 帯広）」（2007年5月31日初回放送）放送では、本編の前に2024年3月31日に東鹿越駅での運行最終列車発車のシーンなどの様子も追加で放送された。 |

## 現在の放送時間

### 放送時間（フジテレビONE）
（2024年現在）
- 平日 7:00 - 8:00
- 月曜日（不定）8:00 - 9:00
プロ野球中継『SWALLOWS BASEBALL L!VE』（試合翌日の午前時間帯の録画中継）がある場合は休止。
プロ野球シーズンオフなどに『プロ野球ニュース』の再放送時間帯（6:00 - 7:00）に繰り上げて放送される場合もある。
また『SWALLOWS BASEBALL L!VE』の録画中継終了後に、余った時間枠の穴埋めとして再放送される場合や雨天中止となった場合に翌朝のリピート枠で雨傘番組扱いで放送される場合がある。
毎年10月14日の鉄道の日の前後に、午前から午後にかけて一挙放送を実施する場合がある。

### 放送時間（フジテレビNEXT）
フジテレビNEXTでは編成により異なる。詳しくは各公式ページを参照。

## ナレーション
- 堺正幸（当時フジテレビアナウンサー、現在はフリー。鉄道ファンとしても知られる。番組内では「カレチ」という肩書きで出演）
  - 堺は2012年11月30日でフジテレビを定年退職したが、その後もフリーとしてナレーション出演を継続している。
  - 下記の回では、ナレーションにとどまらずレポーターなどで映像にも出演している。
    - 2007年6月17日放送「最新新幹線N-700徹底解剖!」N700系試乗会（みんなの鉄道）
    - 2008年7月17日放送「大糸線」JR西日本区間（南小谷 - 糸魚川間）乗車と糸魚川駅の赤レンガ車庫（みんなの鉄道）
    - 2008年8月21日放送「国土交通省立山砂防工事専用軌道」全区間乗車と白岩砂防堰堤（みんなの鉄道）
    - DVD-BOX「みんなの鉄道1号」の特典ディスクにある「トワイライトエクスプレス」の密着レポート[6]
    - 2012年4月8日放送 「ブルートレイン「寝台特急日本海」ラストラン」（新・みんなの鉄道SP）
    - 2012年10月14日放送 【鉄道の日SP】〜もう一度見たい路線ベスト10!〜未放送VTR初公開!（新・みんなの鉄道SP）[7]
    - 2014年3月23日放送 「寝台特急あけぼの」定期運行ラストラン（新・みんなの鉄道SP）
    - 2015年2月22日放送 「寝台特急北斗星」（新・みんなの鉄道SP）
    - 2015年10月14日放送 「寝台特急カシオペア」（新・みんなの鉄道SP）
    - 2016年10月14日放送  【鉄道の日SP】〜もう一度見たい廃止路線〜（新・みんなの鉄道SP）[8]
    - 2017年10月14日放送 【鉄道の日SP】SL特集!（新・みんなの鉄道SP）[9]
    - 2021年10月14日放送 【鉄道の日SP】観光列車特集!（新・みんなの鉄道SP）[10]

## 製作協力について
番組製作には、紹介される鉄道会社（JRの路線では一部関連会社も含む）のみ協力しているが、『みんなの鉄道』番組開始当初は交友社も製作協力に加わっており、鉄道ファン名義でクレジットされていた。
また、三岐鉄道を取り上げた『みんなの鉄道』・三岐線の回では貨物輸送を委託している「太平洋セメント藤原工場」、『新・みんなの鉄道』・北勢線の回では「北勢線とまち育みを考える会」がそれぞれ製作に協力したほか、『新・みんなの鉄道』・十和田観光電鉄十和田観光電鉄線の回では「南部縦貫レールバス愛好会」が製作に協力していた。これ以外でも、紹介路線によっては、沿線の施設が製作協力に加わる場合がある。